# Paalnibba
Der Paalnibba ist ein 2711 m hoher Berg in der Heimefrontfjella des ostantarktischen Königin-Maud-Lands. Er ist die höchste Erhebung der Sivorgfjella und ragt südlich des Jahntinden im Skjønsbergskarvet auf.
Wissenschaftler des Norwegischen Polarinstituts benannten ihn 1967. Namensgeber ist der norwegische Jurist und Politiker Paal Olav Berg (1873–1968), von 1929 bis 1940 Oberster Richter am Obersten Gerichtshof von Norwegens und Widerstandskämpfer gegen deutsche Besatzung Norwegens im Zweiten Weltkrieg.